# Long Island
Long Island er en ø i den amerikanske delstat New York og en del af New Yorks storbyområde. Den er ca 190 km lang og 20 km bred, og deler sig i to grene ved sin østlige ende, kendt som North Fork og South Fork. Nord for øen ligger Long Island Sound.
Vest på øen ligger amterne Kings og Queens County, og øst for dem ligger amterne Nassau og Suffolk.
Geologisk er øen dannet af to rygge af istidsmoræner, hovedsagelig bestående af grus og løs sten over et dybt grundfjeld. Den østlige del af øen er fortsat delvis præget af landbrug, og har udover traditionelle jordbrug også mange vingårde. Fiskeri er også en industri på øen i landsbyerne Northport og Montauk.
Siden 2. verdenskrig har Long Island fået et stadig større forstadspræg og er i nogle områder fuldt ud urbaniseret. South Fork inkluderer området kendt som The Hamptons, som er et populært sommersted for New Yorks velstående indbyggere.
40°48′N 73°18′V / 40.800°N 73.300°V